# Bitwa pod Kulewczą
Bitwa pod Kulewczą – starcie zbrojne, które miało miejsce 11 czerwca 1829 w ramach wojny rosyjsko-tureckiej (1828–1829). 
Do bitwy doszło między armią rosyjską w sile ok. 50 000 żołnierzy (oraz ok. 7 000 Wołochów i Mołdawian) a ok. 12-tysięczną armią turecką. Wojskami rosyjskimi dowodził Iwan Dybicz, a tureckimi Reszyd Mehmed Pasza, który prowadził je pod Warnę. Wielki wezyr Raszyd Mahmed Pasza dowiedziawszy się o marszu Rosjan na Szumen ruszył ze swoimi siłami w kierunku tej twierdzy i 10 czerwca (29 maja według starego kalendarza) podszedł pod Kulewczę, gdzie spotkał awangardy armii rosyjskiej pod dowództwem gen. Ostroszczenki. Rankiem 11 czerwca, w czasie rekonesansu, Ostroszczenko natknął się na siły tureckie i został odrzucony z dużymi stratami. Wysłane posiłki rosyjskie zatrzymały Turków i zmusiły ich do odwrotu na linię wyjściową, tj. grzbiety wzniesień. Tam zaatakował wojska tureckie gen. Iwan Dybicz ze swoimi oddziałami. Atak Dybicza był udany. Cały obóz Turków wraz z artylerią został zdobyty. Rosjanie zajęli też  twierdzę. Zwycięstwo pozwoliło Rosjanom przejść przez Bałkany na Adrianopol. Rosjanie odnieśli zwycięstwo tracąc ok. 1 000 żołnierzy w stosunku do 5 000 zabitych żołnierzy tureckich, 1 500 wziętych do niewoli i 43 dział i prowiantu. Szybki marsz Rosjan pod Adrianopol  faktycznie przyniósł zwycięstwo w wojnie.